# Saint-Vigor-d'Ymonville
Saint-Vigor-d'Ymonville è un comune francese di 1 010 abitanti situato nel dipartimento della Senna Marittima nella regione della Normandia.

## Società

### Evoluzione demografica
Abitanti censiti